# Йозеф Вілль
Йозеф Вілль (нім. Josef Will; 30 квітня 1906, Мюльгайм-на-Рурі — ?) — німецький офіцер-підводник, оберлейтенант-цур-зее резерву крігсмаріне.

## Біографія
В жовтні 1939 року вступив на флот. З липня 1940 року — командир човна 17-ї флотилії форпостенботів. З 1 березня по 22 серпня 1943 року пройшов курс підводника, з 23 серпня по 8 вересня — курс командира взводу, з 9 вересня по 4 жовтня — курс командира човна, після чого був направлений на будівництво підводного човна U-318. З 13 листопада 1943 року — командир U-318, на якому здійснив 6 походів в Північне море (разом 102 дні в морі). 9 травня 1945 року здався британським військам в Нарвіку, проте залишався на борту свого човна до його прибуття в Лох-Еріболл 19 травня 1945 року. 20 червня 1947 року звільнений.

## Звання
- Рекрут (жовтень 1939)
- Матрос-єфрейтор резерву (1 лютого 1940)
- Боцмансмат резерву (1 березня 1940)
- Боцман резерву (1 липня 1940)
- Лейтенант-цур-зее резерву (1 грудня 1940)
- Оберлейтенант-цур-зее резерву (1 лютого 1943)

## Нагороди
- Залізний хрест
  - 2-го класу (25 квітня 1940)
  - 1-го класу (20 квітня 1941)
- Нагрудний знак мінних тральщиків (1942)
- Нагрудний знак підводника (8 березня 1945)
- Фронтова планка підводника в бронзі (25 березня 1945)